# The Halcyon
The Halcyon ist eine britische Fernsehserie. Sie kommt auf einem Umfang von einer Staffel mit 8 Episoden, da ITV nach Ausstrahlung dieser bekannt gab, die Serie, die zuvor als potentieller Nachfolger von Downton Abbey gehandelt wurde, nicht fortzusetzen.
Die deutschsprachige Fassung der ersten Staffel wird seit dem 4. Januar 2018 bei Entertain TV-Serien, einem Portal von Telekom Deutschland und deren Dienst Telekom Entertain, erstveröffentlicht.

## Inhalt
Die Handlung der Serie spielt zur Zeit des Zweiten Weltkriegs in einem Londoner 5-Sterne-Hotel, welches das der Serie namensgebende The Halcyon ist.

## Besetzung und Synchronisation
Die deutschsprachige Synchronisation der Serie entstand durch die FFS Film- & Fernseh-Synchron GmbH, Berlin, unter Dialogregie von Bernhard Völger.

### Hauptdarsteller
- Steven Mackintosh als Richard Garland
- Olivia Williams als Priscilla, Lady Hamilton
- Annabelle Apsion als Lillian Hobbs
- Mark Benton als Dennis Feldman
- Jamie Blackley als Pilot Officer the Honourable Freddie Hamilton
- Edward Bluemel als the Honourable Toby Hamilton
- Alex Boxall als Tom Hill
- Nick Brimble als Skinner
- Michael Carter als Wilfred Reynolds
- Lauren Coe als Kate Loughlin
- Hermione Corfield als Emma Garland
- Sope Dirisu als Sonny Sullivan
- Charles Edwards als Lucian D'Abberville
- Kevin Eldon als George Parry
- Gordon Kennedy als Robbie
- Akshay Kumar als Adil Joshi
- Ewan Mitchell als Billy Taylor
- Nico Rogner als Max Klein
- Matt Ryan als Joe O'Hara
- Kara Tointon als Betsey Day
- Liz White als Peggy Taylor

### Gaststars
- Jamie Cullum als Club Sänger
- Éric Godon als the Comte De St Claire
- Alex Jennings als Lord Hamilton
- Beverley Knight als Ruby
- Charity Wakefield als Charity Lambert
- Danny Webb als Mortimer